# Lycosa coelestis
Lycosa coelestis este o specie de păianjeni din genul Lycosa, familia Lycosidae, descrisă de L. Koch, 1878. Conform Catalogue of Life specia Lycosa coelestis nu are subspecii cunoscute.